# 2006年度RoadShow至尊音樂頒獎禮得獎名單
RoadShow至尊音樂頒獎禮2006於2007年1月4日假座香港會議展覽中心舉行，當晚共頒發16個項目，總共51個獎項，司儀為高皓正、張達明、俞詠文，以下為當晚的得獎名單：

## 歌曲獎項

### 至尊歌曲
- 《華麗邂逅》 ——容祖兒
- 《熱浪假期》 ——Twins
- 《紅綠燈》 ——鄭融
- 《在你遙遠的附近》 ——方力申
- 《愛得太遲》 ——古巨基
- 《光明會》 ——何韻詩
- 《張開眼睛》 ——劉德華
- 《成魔之路》 ——麥浚龍
- 《糖不甩》 ——薛凱琪
- 《情歌》 ——側田
- 《離家出走》 ——衛蘭
- 《晏》 ——Eric Kwok
- 《愛愛愛》 ——方大同
- 《阿博二世》 ——黃貫中
- 《阿姆斯特丹》 ——黃耀明

### 至尊合唱歌曲
- 《大喊包》 ——關楚耀、譚詠麟
- 《十分愛》 ——方力申、鄧麗欣
- 《Messenger》 ——李逸朗、蔣雅文

### 至尊舞臺演繹（排名不分先後）
- 《Honey》 ──鄭融
- 《Up and down》 ──鄭希怡
- 《Happy Hour》 ──吳日言

### 至尊手機鈴聲
- 《明知做戲》 ——吳雨霏
- 《感應》 ——泳兒
- 《速剪速決》 ——戴夢夢

## 新人獎項

### 至尊新人（排名不分先後）
- 泳兒
- 關楚耀
- 衛詩

### 至尊潛力新人（排名不分先後）
- 胡琳
- 許懷欣

### 至尊新組合樂隊（排名不分先後）
- Zarahn
- Sun Boy'z

## 歌手獎項

### 至尊創作歌手（排名不分先後）
- 黃耀明
- 黃貫中
- 劉德華

### 至尊潛力創作歌手（排名不分先後）
- 鄧麗欣
- 方大同

### 至尊人氣歌手（排名不分先後）
- 薛凱琪
- 周麗淇
- 關智斌

## 至尊男歌手
- 古巨基
- 側田
- 劉德華

## 至尊女歌手
- 容祖兒
- 何韻詩
- 衛蘭

## 至尊組合樂隊
- Twins
- Soler
- EO2

## 至尊歌曲累積票數最高男歌手
- 古巨基

## 至尊歌曲累積票數最高女歌手
- 容祖兒

## 至尊榮譽大獎
- 溫拿樂隊

## 媒體播放
由RoadShow路訊通將於其節目內播出精華片段。無線電視翡翠台於2007年2月20日（年初三）下午14:30-15:30播出一小時精裝版，這是該頒獎典禮首次在電視台播放。另外，本年度之賽果並不計算入四台聯頒音樂大獎內。